# Colombia (Cuba)
Colombia è un comune di Cuba, situato nella provincia di Las Tunas.